# 1943 aux États-Unis
Pour des articles plus généraux, voir Chronologie des États-Unis et 1943.
Chronologie des États-Unis
- 1939
- 1940
- 1941
- 1942
- 1943
- 1944
- 1945
- 1946
- 1947

Cette page concerne des événements d'actualité qui se sont produits durant l'année 1943 du calendrier grégorien aux États-Unis.

## Événements
- 22 février : Revenue Act. Hausse des taxes sur le téléphone, les objets de valeur, l'alcool, le tabac et les frais postaux. La surtaxe sur les profits des entreprises est augmentée à 95 %. Baisse de la Victory Tax à 3 %.
- Avril : blocage des prix et des salaires accompagné de subventions pour le maintien du pouvoir d’achat des agriculteurs.
- 28 avril[1] : début d'une grève des mineurs. Le Président doit céder (3 novembre).
- 12-27 mai : conférence Trident à Washington.
- 14 juin : Current Tax Payment Act. Dans un souci d'efficience fiscale, le président Roosevelt décide d'instaurer le prélèvement à la source pour un certain nombre de recettes fiscales (impôt sur le revenu, cotisations sociales, taxe sur le capital, impôt sur les sociétés...).
- 20 juin : Émeutes raciales à Détroit. Le président Roosevelt évoque l'Insurrection Act et déploie des troupes de l'armée fédérale pour rétablir l'ordre. 6 000 soldats sont envoyés sur place et l'émeute prend fin le 23 juin. On compte 34 morts, 600 blessés et 1 800 personnes arrêtées.
- 25 juin  : Smith-Connally Act sur les syndicats. Restriction du droit de grève dans les industries de guerre.
- Juin : Zoot Suit Riots, émeutes raciales à Los Angeles.
- 17 août : conférence Quadrant réunie à Québec.
- 78,6 milliards de dollars de dépenses budgétaires.
- 24 milliards de dollars de recettes.
- 54,6 milliards de dollars de déficit (30,3 % du PNB).
- 1,1 % de chômeurs.